# Nagelhai
Der Nagelhai (Echinorhinus brucus) ist eine von zwei Arten aus der Familie der Echinorhinidae.

## Merkmale
Echinorhinus brucus ist ein großer Hai (Durchschnittsgröße ca. zwei Meter, maximale Größe ca. 3,10 Meter) mit zwei nach schwanzwärts versetzten Rückenflossen ohne Flossenstachel. Der Nagelhai hat seinen Namen von den großen dorn- oder nagelartigen Schuppen erhalten, die sich auf dem Körper und den Flossen befinden. Diese Dermaldentikel können bis ca. 15 Millimeter im Durchmesser erreichen und sind unregelmäßig über den Körper verteilt.
Die in Reihen angeordneten Zähne (20 – 26 im Oberkiefer und 21 – 26 im Unterkiefer) können bis zu drei Nebenspitzen aufweisen.

## Verbreitung
Sein Lebensraum reicht vom Westlichen Atlantik (vor Massachusetts und Virginia,  Argentinien) über den Östlichen Atlantik (Schottland, England, bis hinunter zur Elfenbeinküste) und der Nordsee, dem Mittelmeer, vor Südafrika, dem Westlichen Indischen Ozean (Südliches Mosambik, Indien) sowie dem Westlichen Pazifik (Japan, Australien, Neuseeland).

## Lebensweise
Die Lebensweise des Nagelhais ist nahezu unbekannt, da er nur relativ selten gefangen und noch nie länger beobachtet werden konnte.
Der Nagelhai lebt wahrscheinlich am Boden oder im tiefen Freiwasser (Mesopelagial) der Tiefsee (Bathyal), gewöhnlich in einer Tiefe zwischen 350 und 900 Metern. Vereinzelt wurde er aber auch schon nahe der Wasseroberfläche gefangen. Seine Nahrung besteht, soweit bekannt, hauptsächlich aus Tiefsee-Knochenfischen aber auch anderen kleinen Haien (z. B. Dornhaien).
Die Art ist wie die meisten Knorpelfische ovovivipar, die Embryonen entwickeln sich also bereits im Mutterleib und werden dann lebend geboren. Die Anzahl der Jungtiere pro Wurf beträgt 15 bis 20.
Die Geburtsgröße liegt zwischen 30 und 90 Zentimetern und die Geschlechtsreife wird bei Männchen mit etwa 150 – 170 Zentimetern und bei Weibchen mit etwa 215 – 230 Zentimetern Körperlänge erreicht.